# Embo House

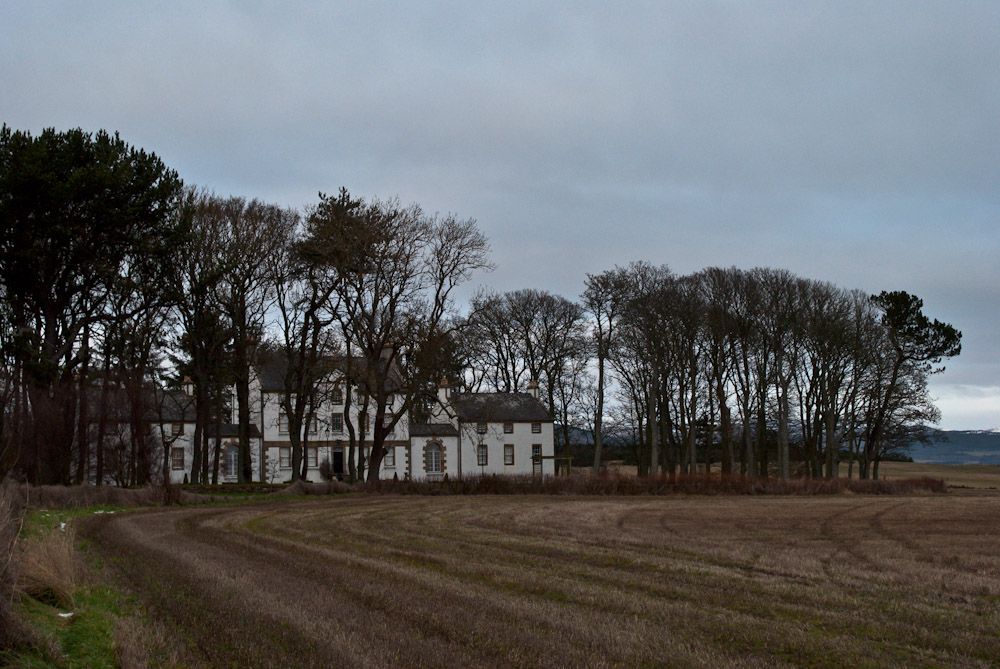
Embo House

Embo House ist eine Villa nahe der schottischen Ortschaft Embo in der Council Area Highland. 1971 wurde das Bauwerk in die schottischen Denkmallisten in der höchsten Denkmalkategorie A aufgenommen.

## Geschichte
Am Standort befand sich zuvor der als Embo Castle bezeichnete Lairdssitz der Gordons of that Ilk, der 1769 bereits als „altes Haus“ beschrieben wurde. Um 1790 erwarb Robert Hume Gordon das Anwesen. Ziel Gordons war der Gewinn des Unterhausmandats des Wahlkreises Sutherland bei den Wahlen 1790. Hierbei trat er gegen James Grant, den von der Marchioness of Stafford, deren Mann Granville Leveson-Gower, 1. Marquess of Stafford selbst Politiker war, protegierten Kandidaten an. Um seine Wähler in einem prachtvollen Ambiente, im Vergleich zu Dunrobin Castle, dem Sitz der Grants, zu empfangen, ließ Gordon Embo House errichten. Grant konnte sich bei den Wahlen nicht durchsetzen. Beim Bau von Embo House wurden zumindest Fragmente von Embo Castle integriert. Hiervon zeugt auch die Jahreszahl 1657 auf einem Stein im ehemaligen Küchenflügel. Embo House wurde später an die Macintoshs verkauft und zeitweise als Bauernhaus genutzt.

## Beschreibung
Die Villa steht isoliert wenige hundert Meter außerhalb von Embo und abseits der Nordseeküste. Die Fassaden von Embo House sind mit Harl verputzt, wobei Sandsteineinfassungen abgesetzt sind. Das dreigeschossige Gebäude ist im klassizistischen georgianischen Stil ausgestaltet. Sein Corps de Logis ist fünf Achsen weit. Das zentrale Hauptportal im Hochparterre ist über eine kurze Freitreppe zugänglich. Das zentrale Fenster im zweiten Obergeschoss unterhalb des Kreuzgiebels mit firstständigem Kamin ist rundbogig ausgeführt. Entlang der Fassade sind 12-teilige, im Mezzanin neunteilige Sprossenfenster eingesetzt. Sie schließt mit einem gebrochenen Traufgesims. Entlang der rückwärtigen Fassade erstreckt sich ein eingeschossiger Anbau neueren Datums.
Den Corps de Logis flankieren zweigeschossige Pavillons, die über kurze Bauteile, deren Rundbogenfenster mit blinden Tympana gestaltet sind, angebunden sind. Die Pavillons sind mit langgezogenen Fenstern im Erdgeschoss und deutlich kleineren Fenstern im Obergeschoss ausgeführt. Sämtliche Dächer verfügen über Schieferdeckungen.